# (73635) 5105 T-3
(73635) 5105 T-3 – planetoida z pasa głównego asteroid okrążająca Słońce w ciągu 5,17 lat w średniej odległości 2,99 j.a. Odkryta 16 października 1977 roku.